# Active Worlds
Active Worlds (AW) è una piattaforma di realtà virtuale 3D. Il browser di Active Worlds funziona su Windows e su OS X. Active Worlds può anche funzionare su Linux, anche se i passi per farlo funzionare sono piuttosto complicati. Gli utenti scelgono un proprio nome per entrare nell'universo di Active Worlds, ed esplorare i mondi e gli ambienti virtuali che gli altri utenti hanno costruito. Gli utenti possono chattare fra loro o costruire edifici o aree grazie a una lista di oggetti disponibili. Aw permette agli utenti di avere propri mondi, mettendo a disposizione gli strumenti di grafica 3D. Una volta connessi si ha la possibilità inoltre di utilizzare un browser, una chat vocale e un servizio di messaggistica istantanea. Questo software integrato permette che gli utenti, collegandosi ed esplorando, ottengano una comprensione maggiore del 3D. I clienti di Active Worlds possono usare la comunicazione, l'interazione con il 3D e tutti i mezzi messi a loro disposizione per ottenere ambienti adatti ai loro obiettivi.
L'obiettivo originale del programma era di essere l'equivalente tridimensionale dei browser web 2D (come Internet Explorer o Mozilla). Anziché creare un sito web, l'utente può costruire un ufficio, una costruzione o un luogo in cui mostrare prodotti o informazioni. Attualmente nella versione 4.1 (pubblicata il 30 maggio 2006), ci sono molte nuove caratteristiche che consentono agli utenti di interagire con l'ambiente molto più delle versioni precedenti.
La necessità di arricchire il realismo all'interno di Active Worlds ha portato allo sviluppo di un mercato per i modelli 3D, texture, avatar, e altro ancora. È comunque abbondante lo scambio libero di materiale 3D. Sono inoltre disponibili servizi di creazione di oggetti 3D su richiesta, soprattutto avatar.

## Caratteristiche principali

### Costruire
La possibilità di costruire permette agli utenti di creare un proprio ambiente. Per esempio, un utente può richiedere un lotto di terreno libero e costruirci una casa usando pareti di varie dimensioni. L'utente può decidere di aggiungere finestre, porte, mobili, abbellimenti, ecc. Active Worlds supporta gli oggetti salvati come Renderware (.RWX) e gli oggetti creati con Truespace (.COB). Gli oggetti disponibili sono definiti dal proprietario del mondo; non è possibile caricare oggetti dei clienti in un mondo pubblico. I costruttori devono utilizzare gli oggetti disponibili, oppure comprare un mondo privato.
I turisti possono costruire, ma i loro edifici possono essere cancellati da chiunque. A nessuno è permesso invadere il territorio di un altro utente con propri oggetti. I cittadini che vogliono costruire insieme sullo stesso terreno, possono scambiarsi le proprie "password dei privilegi", solitamente scelte diverse dalle password dell'utente. Ogni modifica fatta a una costruzione viene salvata a nome del cittadino di cui si stanno usando i privilegi in quel momento.
Tutte le costruzioni vengono realizzate utilizzando particolari oggetti, organizzati appropriatamente alla situazione. Per alcuni aspetti, è come costruire con dei "mattoncini lego virtuali". Cliccando con il tasto destro del mouse su un oggetto, l'oggetto viene selezionato e ne viene aperta la finestra delle proprietà. Una volta che l'oggetto è stato selezionato, può essere mosso su e giù, verso destra o verso sinistra, avanti o indietro. Può essere allo stesso modo ruotato sui tre assi, beccheggio (Y), imbardata (Z) e rollio (X). L'oggetto può essere duplicato, per poterne portare la copia in un'altra posizione. L'oggetto può anche essere trasformato in un altro oggetto, semplicemente cambiandone il nome. Per esempio, si può trasformare l'oggetto tree03.rwx nell'oggetto rock10.rwx selezionandolo e scrivendo "rock10.rwx" come nuovo nome dell'oggetto. la nuova roccia può essere ruotata di 90 gradi intorno all'asse X, spostata di 3.5 metri a sinistra, and affondata di 1 metro nel terreno. È grazie a questo efficace sistema di copie che un terreno vuoto può diventare un maestoso palazzo o un bellissimo giardino.
Gli effetti più avanzati possono essere realizzati con l'uso delle "azioni". Ci sono alcune dozzine di ordini applicabili a un oggetto per ottenere gli effetti più diversi. Una delle azioni più comuni è "texture" che permette di cambiare la texture automatica dell'oggetto e può essere applicata a specifiche parti dell'area. Possono essere creati cartelli con scritte modificabili grazie al comando "sign" e creati quadri o immagini presi da qualunque punto del web con il comando "picture". Vengono usati degli eventi per indicare il momento in cui l'azione avrà effetto: l'azione può essere subito eseguita ("create"), quando qualcuno tocca l'oggetto ("bump"), quando l'utente clicca sull'oggetto con il mouse ("activate"), o quando un'animazione è stata completata ("adone"). In pratica, eventi ed azioni funzionano come un primitivo linguaggio di programmazione modificando gli oggetti, facendoli muovere ("move"), facendogli emettere luce("light", "corona"), o portandoli l'utente in un altro punto dell'universo virtuale("warp", "teleport").
È anche possibile creare piccoli giochi con questo linguaggio. Tuttavia, esso non permette l'uso di costanti o variabili. È possibile simularle con un uso avanzato del comando "animate", ma fare questo non è semplice e richiede buone conoscenze del linguaggio.
I costruttori appassionati hanno creato ambienti complicati e coinvolgenti. Alcuni di questi, come in  SW City., hanno creato luoghi enormi. SW City, un progetto di costruzione collaborativo a cui hanno partecipato centinaia di costruttori, misura circa 150 chilometri quadrati di territorio virtuale. Comprende alcune delle costruzioni più sofisticate di Alpha Worlds, alcune di queste  possono essere viste nei loro screenshots..
Nell'universo di AW sono presenti alcuni mondi che permettono a cittadini e turisti di costruire sul loro territorio, i cosiddetti "Public Building Worlds". Spesso questi sono tra i mondi più popolati, in quanto l'idea di poter costruire su un mondo rappresenta una grande attrattiva.
Costruire in questi mondi è molto diverso che costruire in un mondo privato. C'è un luogo o una lista dove sono presenti tutti gli oggetti disponibili, così come i mondi possiedono proprie texture e risorse.
Molti di questi sono mondi "a tema", con specifici oggetti e ambienti, ma sono spesso poco popolati. Alcuni di questi sono:
- Mars. URL consultato il 4 febbraio 2018 (archiviato dall'url originale il 24 agosto 2007)., un mondo ambientato in una versione futuristica di Marte (astronomia),
- COFMeta. URL consultato il 4 febbraio 2018 (archiviato dall'url originale il 12 agosto 2007)., un mondo basato sul libro Snow Crash
- Yellow. URL consultato il 4 febbraio 2018 (archiviato dall'url originale il 24 agosto 2007)., un mondo ambientato nel Parco di Yellowstone
- Atlantis. URL consultato il 4 febbraio 2018 (archiviato dall'url originale il 12 agosto 2007)., un mondo realizzato sott'acqua.

### Chat
Per poter comunicare cu un mondo di Aw con la chat, gli avatar di due persone devono essere a meno di 200 metri di distanza. Esistono specifici luoghi dove di solito avviene la conversazione, ad esempio il punto di accesso al mondo, il ground zero. I cittadini possono anche comunicare attraverso telegrammi, che arrivano agli utenti in qualunque punto si trovino. I telegrammi sono privati (tranne che per l'amministratore), e si possono "sussurrare" messaggi privati agli utenti vicini. Tutti gli altri messaggi sono pubblici. Il raggio d'azione di 200 metri della chat può diventare un problema quando si ha a che fare con mondi piuttosto larghi. Per risolvere questa situazione, i bot (vedi sotto) possono essere programmati ad allargare il raggio d'azione della chat a tutto il mondo.

### Bots / Active Worlds SDK
I Bot sono applicazioni sviluppate usando Active Worlds SDK. Alcune di queste applicazioni sono state create per automatizzare alcune mansioni, come il tempo atmosferico, la impostazioni della chat, dare informazioni d'aiuto, gestione delle proprietà del mondo, e molto altro. I giochi possono essere sviluppati interagendo con database e altre tecnologie per fornire una semplice ma estendibile piattaforma di gioco. Ci sono molte altre applicazioni sviluppabili con l'SDK, ad esempio, un programma che esplora automaticamente il mondo e ne crea una mappa, oppure una chat con un'intelligenza artificiale, e altro ancora. Alcuni esempi sono  Preston. e  Eclipse Evolution. URL consultato il 4 febbraio 2018 (archiviato dall'url originale il 25 agosto 2007)..

## Turisti, cittadini, e proprietari dei mondi
Ci sono due modi per entrare in Active Worlds: come turista o come un cittadino pagante. Entrando come turista viene attivato un account temporaneo con molte limitazioni. Per diventare cittadini si paga un prezzo di $6.95 al mese o $69.95 all'anno. Un cittadino ha svariati vantaggi nell'uso del software. In più, Aw permette ai cittadini di acquistare propri mondi.

### Turisti
I turisti hanno parecchie limitazioni:
- I turisti non possono riservarsi un proprio nome; quando escono, chiunque può scegliere lo stesso nome.
- I turisti hanno solo due scelte di avatar (di solito uno maschile e uno femminile).
- Nella chat il nome dei turisti appare in grigio anziché nero come quello dei cittadini. Il nome dei turisti inoltre, appare "fra virgolette".
- Qualunque cosa un turista costruisca può essere modificato o cancellato da altri turisti. I cittadini, comunque, non possono modificare le costruzioni dei turisti.
- Ai turisti è vietato l'accesso ad alcuni mondi e, in alcuni di quelli in cui possono entrare, è vietata loro la costruzione. Per esempio, il mondo attualmente più grande, AlphaWorld (AW), permette l'accesso ai turisti, ma non la possibilità che costruiscano.
- I turisti, nella chat vocale, possono sentire i cittadini ma non parlare.

Ma ci sono anche alcuni vantaggi a essere turisti:
- I turisti possono entrare in Active Worlds in qualunque momento, il "periodo di prova" non ha termine.
- I turisti possono lavorare insieme a una costruzione.

### Cittadini
- La cittadinanza garantisce all'utente (il "cittadino") l'accesso a qualunque mondo pubblico dell'universo.
- I cittadini hanno un proprio nome, a differenza dei turisti.
- Le costruzioni dei cittadini non possono essere modificate o cancellate, se non da loro stessi o dai moderatori del mondo.
- I cittadini possono decidere di dare ad altri cittadini la possibilità di modificare le proprie costruzioni, usando una speciale password secondaria chiamata "password dei privilegi" (anche conosciuta come "priv pass" o "ppw"). Questo è utile nel caso si debba costruire insieme. (vedi sotto.)
- Si possono mandare telegrammi ad altri cittadini. I telegrammi sono come messaggi istantanei. Consentono che i messaggi arrivino a un altro cittadino in qualunque punto dell'universo esso sia. A differenza della chat, i telegrammi mandati sono memorizzati nel server; se chi deve ricevere il telegramma non è on-line nel momento dell'invio, lo riceverà comunque quando entrerà. I telegrammi ricevuti vengono poi salvati nel computer del ricevente.
- È possibile inviare file ad altri cittadini.
- Scoprire dove si trova qualcun altro, oppure invitare un utente nel luogo in cui ci si trova.
- Aggiungere cittadini a una lista di contatti per vedere quando sono on-line.
- In aggiunta alla lista di contatti, ci sono delle opzioni per fare in modo che il cittadino non sia contattabile da alcuni utenti o che essi non possano vedere il suo stato (on-line/off-line).
- Possibilità di scegliere un avatar tra tutti quelli disponibili nel mondo.
- I cittadini possono parlare agli altri usando la chat vocale.
- I cittadini possono usare il  forum di Active Worlds..
- I cittadini possono decidere di avere un avatar personale, che li segue da mondo a mondo. Quest'ultimo servizio, tuttavia, è a pagamento.

### Proprietari del mondo
- Un mondo permette agli utenti di avere propri ambienti che gli altri possono esplorare, modificare, ecc. In genere i mondi degli utenti sono ospitati da chi fornisce questo servizio, anche se essi stessi possono ospitarlo su Windows o Linux.
- In ogni mondo è presente un insieme di oggetti, texture, suoni, avatar e animazioni disponibili, che solitamente variano da mondo a mondo.
- I privilegi da moderatore non solo permettono di avere maggiore controllo dell'ambiente 3D, ma di gestire i privilegi di tutti gli utenti del mondo. Così alcuni mondi possono essere resi privati per selezionare gli utenti.
- I proprietari del mondo possono creare o modificare il terreno in tutto il mondo.
- Si ha la possibilità di modificare il cielo del mondo, le nuvole, e l'acqua.
- Controllare le operazioni della chat, di costruzione, fisiche, suoni del mondo, e altro ancora.
- Uso delle abilità di moderatore, conosciute come "eject".
- Possibilità di inserire la chat vocale per un sovrapprezzo.
- Permettere l'accesso ai turisti, disponibile a pagamento. I turisti non possono entrare se il proprietario del mondo non ha aggiunto questa opzione.
- I moderatori possono modificare tutti i terreni del mondo.

## Community

### Riunioni di AW
Dal 1998, gli utenti di Active Worlds organizzano incontri nel mondo reale. Questi sono organizzati nei mesi prima nei forum. Durante il loro tempo insieme, i membri della riunione si incontreranno, visitando la città in cui sono per quell'anno, e chattando con gli utenti di AW dall'hotel. Negli anni passati sono state tenute più di una riunione.
Ogni anno, un mondo chiamato Reunion viene modificato per farlo sembrare la città in cui i membri dell'incontro si trovano. In questo mondo, gli utenti dell'universo possono interagire con i membri della riunione mentre loro sono on-line nell'hotel, nell'hotel viene anche installata una webcam.
Ecco una lista delle riunioni di Aw organizzate dal 1998:
- 1998: Las Vegas, Nevada. 23 - 26 luglio  Reunion Webcam Page, su geocities.com (archiviato dall'url originale l'11 agosto 2006).
- 1999: Brussels, Texas (vicino a Sweetwater, Texas).
- 2000:  Orlando, Florida.. 20 - 23 luglio;  San Francisco, California., su geocities.com (archiviato dall'url originale l'11 agosto 2006). 10 - 14 agosto
- 2001:  Las Vegas, Nevada. Hotel: Luxor Hotel. 28 giugno - 1º luglio; Londra, Inghilterra. 14 - 15 luglio; Portland, Oregon, 10 - 12 agosto
- 2002: Seattle, Washington. August 15 - 18th
- 2003:  Asheville, Nord Carolina.. URL consultato il 4 febbraio 2018 (archiviato dall'url originale il 6 ottobre 2008). 14 - 17 agosto
- 2004:  Laughlin, Nevada. URL consultato il 4 febbraio 2018 (archiviato dall'url originale il 21 ottobre 2008). 12 - 15 agosto; Liverpool, Inghilterra. 23 - 24 aprile; AWTeen Toronto Adventure. 19 - 22 agosto
- 2005: Boston, Massachusetts. 11- 14 agosto
- 2006:  Chicago, Illinois.. URL consultato il 4 febbraio 2018 (archiviato dall'url originale il 1º aprile 2012).6 - 9 luglio
- 2007: 12 - 16 luglio

### Città
Nei mondi pubblici (Public Building Worlds), le città sono comuni in tutto il mondo. Queste città sono insiemi di costruzioni e costruttori, sono essenzialmente piccole comunità virtuali. La maggior parte delle città di Active Worlds sono abbandonate, e la maggior parte delle città sono attive per parecchie settimane con una piccola quantità di costruttori.
Alcune città comunque, di cui  Moonlight Heights. URL consultato il 29 giugno 2019 (archiviato dall'url originale il 26 settembre 2007). e  SW City. sono sopravvissute per anni avendo molti partecipanti e hanno incominciato a comprendere altri progetti.

## Storia
Nell'estate del 1994, Ron Britvich creò WebWorld che fu il primo mondo 2.5D dove decine di migliaia di utenti potevano chattare, costruire e viaggiare. WebWorld operava sui server della Peregrine Systems Inc. come un progetto 'after hours' finché Britvich non lasciò la compagnia per unirsi alla Knowledge Adventure Worlds (KAW) nell'autunno di quello stesso anno. Nel febbraio 1995, la KAW ha rovesciato la sua divisione web 3D per formare la compagnia  Worlds Inc...
A Britvich si unirono infine moltissimi altri sviluppatori, e la rinominata "AlphaWorld" ha continuato a svilupparsi molto velocemente alla Worlds Inc., competendo internamente con un progetto simile conosciuto come "Gamma". Mentre AlphaWorld stava mandando avanti un forte culto che seguiva molto ampiamente la filosofia aperta di Britvich, che era quella di dare ampio spazio alla creatività degli utenti, la Worlds Inc. favoriva Gamma per contratti di progetti prodotti per la Disney e altre società.
Il 28 giugno 1995 AlphaWorld fu rinominato "Active Worlds" (da Active Worlds Explorer) e lanciato ufficialmente come la versione 1.0. Intorno a questa data, fu creata la Circle of Fire (CoF) per dar forma al contenuto destinato ad occupare l'universo di Active Worlds. Questa compagnia poi avrebbe giocato un ruolo prestigioso nel futuro del prodotto.
Nel gennaio 1997 la Worlds Inc., dopo aver fallito di assicurare i contratti necessari e aver speso il suo investimento commerciale di oltre 15 milioni di dollari, licenziò quasi tutti i dipendenti della compagnia, mantenendo solo molti impiegati tra cui anche l'autore di Gamma, adesso conosciuto come  WorldsPlayer.. Active Worlds, mai considerato un punto di forza dalla compagnia stessa, divenne oggetto di fatica per coloro che lavoravano su di esso. Infine, esso finì nelle mani della CoF, alla quale si unì la maggior parte del team di sviluppo finché (nel luglio 1997) disaccordi interni non fecero sì che molti impiegati e buona parte dello staff, incluso Britvich, lasciassero la compagnia.
Il 21 gennaio 1999 la CoF si fuse con la Vanguard Enterprises Inc., e il nome della compagnia cambiò prima in Activeworlds.com, Inc. e successivamente in Active Worlds, Inc. Alcuni degli sviluppatori originari come Roland Vilett e Shamus Young (sebbene Shamus Young fosse stato coinvolto dapprima come artista, poi come webmaster, e ora sviluppatore da quando la COF prese il controllo) restarono coinvolti con Active Worlds e lo sviluppo sul prodotto continuò per anni, dato che continua ad avere un seguito.
Nel 2001, la compagnia lanciò un nuovo prodotto chiamato 3D homepages . Ogni account “cittadino” ha diritto a un periodo di prova gratis di 30 giorni che comprende una homepage virtuale 3D di 10000 metri quadrati, potendo piazzare dei modelli selezionabili da una varietà di stili predisegnati. Dopo il periodo di prova, l'utente ha l'opzione di ingrandire la propria zona. Queste homepage 3D sono già visualizzate e definite per l'utente, a differenza dei mondi tradizionali dove l'utente dovrebbe farsi definire il mondo da un altro utente o una compagnia, o comunque crearlo da sé. Successivamente, la cittadinanza assunta nel periodo di prova dei 30 giorni che venne inclusa alla homepage 3D sarebbe stata scartata. Dalla versione 4.1, le homepage 3D non sono più disponibili.
Nel 2002, la compagnia, per tentare di sopravvivere finanziariamente e di ricavare un profitto, aumentò il prezzo delle sue cittadinanze annuali da 19.95 a 69.95 dollari statunitensi. Questo evento causò un malcontento tra gli utenti che già usavano il programma e di conseguenza nei mesi successivi, l'attività interna al programma calò a picco in modo evidente.
Nel settembre 2002, la compagnia fu rivenduta ai suoi fondatori Richard Noll e JP McCormick ritornando a essere una compagnia privata. La compagnia fu così rinominata "Activeworlds, Inc."
Nel gennaio 2006, uscì il programma Wells Fargo's  Stagecoach Island. URL consultato il 4 febbraio 2018 (archiviato dall'url originale il 16 maggio 2008)., che usava un   Durante quel periodo, erano disponibili versioni Beta di Activeworlds 4.1 solo per i cittadini registrati. [https://web.archive.org/web/20060423141351/http://help.activeworlds.com/ Active Worlds 4.1 version. URL consultato il 24 agosto 2007 (archiviato dall'url originale il 28 settembre 2007).
Il 30 maggio 2006, Active Worlds iniziò la diffusione della versione 4.1. I router di Active Worlds non durarono a lungo a causa dell'immensa quantità di utenti che scaricavano il nuovo browser 4.1 e un gran numero di utenti nel nuovo universo 4.1. La versione 4.1 fu chiusa per poco tempo, mentre la Active Worlds migliorava i propri router e la propria attrezzatura. Il 31, la versione 4.1 fu riaperta e la diffusione di quella versione poté continuare.
Il primo giugno 2006, la Active Worlds fece uscire un server pubblico della versione 4.1. Mentre veniva riportata una normale quantità di questioni per un aggiornamento di massa del software, ci sono adesso oltre 600 mondi convertiti alla 4.1, con pochi altri mondi rimanenti non elencati su discrezione dei possessori.
Nel tardo agosto 2006, fu lanciato un nuovo prodotto chiamato Miuchiz usando la tecnologia ActiveWorlds. Questo è un mondo virtuale dove gli utenti possono accedere come una Bratz o un altro personaggio e interagire con il mondo.
Il 16 giugno 2008, Active Worlds ha distribuito il primo aggiornamento importante per il browser in due anni, la versione 4.2. L'aggiornamento è stato ritenuto regolare e veloce, la fase di aggiornamento durò un quarto d'ora, rispetto ai diversi giorni di aggiornamento della versione 4.1 iniziale del 2006.
La versione 4.2 include un motore di grafica avanzata, pagine Web catturate su oggetti, e, soprattutto, avatar personalizzabili.
Il 5 dicembre 2008, Active Worlds rinnovò oltre 65.000 cittadinanze per un periodo di 30 giorni. In questo modo, la società sperò di far tornare indietro alcune delle comunità che si perse nel corso degli anni.
Il 24 giugno 2009, Active Worlds ha pubblicato una versione beta della prossima versione, la 5.0 scaricabile e utilizzabile da chiunque.
La versione attuale di Active World è la 6.0.
All'interno della traccia dati dell'album Grazie mille degli 883 era disponibile un mondo virtuale creato con la piattaforma Active Worlds, intitolato 883d chat, che però qualche mese dopo ha cambiato nome in Tribumatta.

### Universi
- Dotsoul - un "universo" basato sulla stessa tecnologia
- Quest Atlantis - un ambiente di apprendimento virtuale

### Concorrenza
- There (informatica)
- Second Life